# Dobkovice
Dobkovice (deutsch Topkowitz) ist eine Gemeinde in Tschechien. Sie liegt neun Kilometer südlich des Stadtzentrums von Děčín  und gehört zum Okres Děčín.

## Geographie

### Geographische Lage
Dobkovice befindet sich zwischen Ústí nad Labem und Děčín im Böhmischen Mittelgebirge am linken Elbufer an der Einmündung der Bäche Poustka und Maškovický potok. Nördlich erhebt sich auf der gegenüberliegenden Seite des Elbtals der Dívčí skok (Jungfernsprung), östlich der Vrabinec (Sperlingstein, 350 m), im Südosten die Poklona (465 m) und im Süden der Stříbrný roh (516 m) und die Lícha (462 m). Linkselbisch liegen im Südwesten der Bradlo (453 m), im Westen die Hora (497 m) und nordwestlich der Petrův vrch (437 m).

### Gemeindegliederung
Die Gemeinde Dobkovice besteht aus den Ortsteilen Dobkovice (Topkowitz), Poustka (Pauska) und Prosetín (Prosseln). Grundsiedlungseinheiten sind Dobkovice und Prosetín.  Zu Dobkovice gehört außerdem die Ansiedlung Skrytín (Skritin, auch Reichberg).
Das Gemeindegebiet gliedert sich in die Katastralbezirke Dobkovice und Prosetín u Dobkovic.

### Nachbargemeinden
Nachbarorte sind Nové Choratice und Nebočady im Norden, Smordov, Všeraz und Hoštice nad Labem im Nordosten, Jakuby und Přední Lhota im Osten, Těchlovice im Südosten, Skrytín, Zadní Lhota und Roztoky im Süden, Maškovice und Prosetín im Westen sowie Borek im Nordwesten.

## Geschichte
Die erste schriftliche Erwähnung des ursprünglich zur Herrschaft Svádov und damit zum Besitz des Teplitzer Benediktinerinnenklosters gehörigen Dorfes Dobkowycz erfolgte im Jahr 1374. Das aus acht Bauerngütern und einer Mühle hervorgegangene Dorf erstreckte sich ursprünglich im Tal des Maškovický potok. Zum Ende des 14. Jahrhunderts wurde das Dorf geteilt, wobei ein Anteil zur Herrschaft Schreckenstein und 1383 ein weiterer kleiner an die Herren auf Těchlovice gelangte. Letzterer wurde 1430 an die Herrschaft Tetschen (Děčín) angeschlossen, und mit der Vereinigung der Herrschaften Schreckenstein und Tetschen gelangte im 15. Jahrhundert auch der Schreckensteiner Anteil zu Tetschen. Der klösterliche Teil kam nach der Zerstörung des Teplitzer Klosters zur Herrschaft Teplitz. 1831 lebten in Topkowitz 279 Menschen.
Nach der Aufhebung der Patrimonialherrschaften wurden beide Teile von Topkowitz (Dubkovice) vereinigt und ab 1850 bildete der Ort mit Rongstock eine politische Gemeinde in der Bezirkshauptmannschaft Tetschen. Durch die 1851 in Betrieb genommenen Eisenbahnstrecke der k.k. Nördliche Staatsbahn von Aussig (Ústí nad Labem) nach Bodenbach wurde Topkowitz nach Norden ins Elbtal erweitert und um die Bahnstation Topkowitz-Kartitz entstand eine Ansiedlung. Nachdem zunächst der Sitz der Gemeinde von Rongstock nach Topkowitz verlegt worden war, trennten sich 1870 beide Orte und bildeten eigene Gemeinden. In den 1870er Jahren bestanden in Topkowitz eine Mühle, ein Sägewerk, eine Farbfabrik und die Bootswerft Stolle. 1893 entstand die Knopffabrik M. Korálka, die in den 1930er Jahren zusammen mit einer 1918 gegründeten weiteren Knopffabrik den Betrieb einstellte. Pfarrort war Neschwitz (Nebočady), drei Häuser des Dorfes gehörten jedoch zur Pfarre in Rongstock. In der ersten Hälfte des 20. Jahrhunderts entstanden zahlreiche Handwerksbetriebe. 1910 hatte Topkowitz 1145 Einwohner. 1918 entstand eine tschechische Minderheitenschule. 1930 hatte die Gemeinde Topkowitz einschließlich der Ortsteile Skritin, Zechenhäusel und Laubhöhe 630 Einwohner. Nach dem Münchner Abkommen wurde die Gemeinde 1938 dem Deutschen Reich zugeschlagen und gehörte bis 1945 zum Landkreis Tetschen, ab 1943 Tetschen-Bodenbach. 1939 lebten in Topkowitz 564 Menschen. 1945 kam Dobkovice zur Tschechoslowakei zurück, die deutschen Bewohner wurden vertrieben. Im Jahr 1949 erfolgte die Eingemeindung von Prosetín, Borek, Choratice und Nové Choratice. 1961 wurde auch Poustka zum Ortsteil von Dobkovice, zugleich erfolgte die Umgemeindung von Choratice und Nové Choratice in die Gemeinde Malšovice. Borek wurde 1971 ebenfalls nach Malšovice ausgegliedert. Im August 2002 wurde Dobkovice zu großen Teilen durch das Jahrhunderthochwasser überflutet.

## Kultur und Sehenswürdigkeiten
- Felsgipfel Vrabinec mit Resten der Burg Sperlingstein, auf der gegenüberliegenden Elbseite
- Kapelle im Wald bei Skrytín
- Dívčí skok (Jungfernsprung) mit Eisenbahntunnel, rechtselbisch bei Nebočady